# إي ين هيونغ
إي يُن هيونغ (بالهانغل: 이윤형. ولدت في 26 أبريل 1979 وماتت في 21 نوفمبر 2005) هي ابنة الرئيس التنفيذي لشركة سامسونغ إي غون هي. أُعلن في سنة 2003 أنها تملك 191 مليون دولار من أسهم شركة سامسونغ.

## حياتها
ولدت ين هيونغ في كوريا الجنوبية ودرست في ثانوية دايوون للغات الأجنبية، ثم درست في جامعة إيهوا النسائية في مدينة سول وحصلت هناك على بكالوريوس اللغة والآداب الفرنسية. انتقلت ين هيونغ لاحقاً إلى الولايات المتحدة الأمريكية لتصبح طالبة دراسات عليا في مدرسة ستينهاردت للثقافة والتعليم والتنمية البشرية التابعة لجامعة نيويورك لدراسة إدارة الفنون.

## وفاتها
قبل وفاتها كان والدها في الولايات المتحدة يتعالج من مرض سرطان الرئة، وعندما توفيت أفادت الصحافة الكورية والأمريكية أن سبب وفاتها كان حادثاً مرورياً إلا أن تتبع صحيفة كوريا تايمز للواقعة كشف عن أن ين هيونغ انتحرت في مقر سكنها في أستور بلايس. وفقاً لصحيفة ذي إندبندنت، فإن حارس المبنى الذي كانت تقيم فيه ين هيونغ أفاد بأنها كانت تظل داخل منزلها لأسبوع قبل أن تخرج، كما أفادت الصحيفة أن هناك أقوالاً أن والدها منعها من الزواج من صديقها الكوري. عند وفاتها كان لإي ين هيونغ ثروة تفوق المئة مليون باوند.
لم يحضر والدا ين هيونغ الجنازة في اتباع للتقليد الكوري في عدم حضور الأبوين للجنازة إذا كانت الابنة غير متزوجة.

## الأسرة
عند وفاتها كان والدها ووالدتها على قيد الحياة، كما كان لها أخ وأختان جميعهم أكبر في السن.
- الجد: إي بيونغ تشول (이병철).
- الجدة: باك دو يل (박두을).
  - الأب: إي غون هي (이건희).
  - الأم: هونغ را هي (홍라희).
    - الأخ: إي جاي يونغ (이재용).
    - الأخت الأولى: إي بو جن (이부진).
    - الأخت الثانية: إي سو هيون (이서현).